# Мірел Йоса
Мірел Йоса (алб. Mirel Josa, нар. 1 червня 1963, Тирана) — албанський футболіст, що грав на позиції півзахисника, зокрема за клуб «17 Ненторі», а також національну збірну Албанії. По завершенні ігрової кар'єри — тренер.

## Клубна кар'єра
У дорослому футболі дебютував 1981 року виступами за команду «17 Ненторі», в якій провів десять сезонів, взявши участь у 253 матчах чемпіонату. Більшість часу, проведеного у складі «17 Ненторі», був основним гравцем команди, за цей час чотири рази ставав у її складі чемпіоном Албанії.
У першій половині 1990-х грав у Греції, де захищав кольори клубів «Аріс» та «Кавала».

## Виступи за збірні
Протягом 1983–1984 років залучався до складу молодіжної збірної Албанії. На молодіжному рівні зіграв у 4 офіційних матчах, забивши 1 гол.
1984 року дебютував в офіційних матчах у складі національної збірної Албанії.
Загалом протягом кар'єри у національній команді, яка тривала 9 років, провів у її формі 27 матчів, забивши 1 гол.

## Кар'єра тренера
Розпочав тренерську кар'єру, повернувшись до футболу після невеликої перерви, 2003 року, очоливши тренерський штаб рідного клубу «Тирана».
У подальшому працював з низкою албанських команд. Найуспішнішим періодом тренерської роботи Йоси була середина 2010-х, коли тренер у 2013—2016 роках чотири рази поспіль приводив «Скендербеу» до перемоги в албанській футбольній першості.
Наразі останнім місцем роботи тренера був клуб «Кукесі», який він тренував протягом частини 2021 року.
| Дата       | Місто     | Господарі      | Результат | Гості     | Турнір            | Голи | Примітки |
| ---------- | --------- | -------------- | --------- | --------- | ----------------- | ---- | -------- |
| 17-10-1984 | Брюссель  | Бельгія        | 3 – 1     | Албанія   | Відбір до ЧС 1986 | -    | 37'      |
| 31-10-1984 | Мелець    | Польща         | 2 – 2     | Албанія   | Відбір до ЧС 1986 | -    |          |
| 22-12-1984 | Тирана    | Албанія        | 2 – 0     | Бельгія   | Відбір до ЧС 1986 | 1    |          |
| 27-2-1985  | Марусі    | Греція         | 2 – 0     | Албанія   | Відбір до ЧС 1986 | -    |          |
| 28-3-1985  | Тирана    | Албанія        | 0 – 0     | Туреччина | товариський матч  | -    |          |
| 30-5-1985  | Тирана    | Албанія        | 0 – 1     | Польща    | Відбір до ЧС 1986 | -    |          |
| 30-10-1985 | Тирана    | Албанія        | 1 – 1     | Греція    | Відбір до ЧС 1986 | -    |          |
| 15-10-1986 | Ґрац      | Австрія        | 3 – 0     | Албанія   | Відбір до ЧЄ 1988 | -    | 57'      |
| 3-12-1986  | Тирана    | Албанія        | 1 – 2     | Іспанія   | Відбір до ЧЄ 1988 | -    |          |
| 25-3-1987  | Бухарест  | Румунія        | 5 – 1     | Албанія   | Відбір до ЧЄ 1988 | -    |          |
| 29-4-1987  | Тирана    | Албанія        | 0 – 1     | Австрія   | Відбір до ЧЄ 1988 | -    |          |
| 28-10-1987 | Вльора    | Албанія        | 0 – 1     | Румунія   | Відбір до ЧЄ 1988 | -    |          |
| 18-11-1987 | Севілья   | Іспанія        | 5 – 0     | Албанія   | Відбір до ЧЄ 1988 | -    |          |
| 6-8-1988   | Берат     | Албанія        | 0 – 0     | Куба      | товариський матч  | -    |          |
| 20-9-1988  | Констанца | Румунія        | 3 – 0     | Албанія   | товариський матч  | -    |          |
| 19-10-1988 | Хожув     | Польща         | 1 – 0     | Албанія   | Відбір до ЧС 1990 | -    |          |
| 5-11-1988  | Тирана    | Албанія        | 1 – 2     | Швеція    | Відбір до ЧС 1990 | -    |          |
| 18-1-1989  | Тирана    | Албанія        | 1 – 1     | Греція    | товариський матч  | -    | 69'      |
| 8-3-1989   | Тирана    | Албанія        | 0 – 2     | Англія    | Відбір до ЧС 1990 | -    |          |
| 8-10-1989  | Стокгольм | Швеція         | 3 – 1     | Албанія   | Відбір до ЧС 1990 | -    |          |
| 15-11-1989 | Тирана    | Албанія        | 0 – 1     | Польща    | Відбір до ЧС 1990 | -    | 60'      |
| 30-5-1990  | Рейк'явік | Ісландія       | 2 – 0     | Албанія   | Відбір до ЧЄ 1992 | -    | 52'      |
| 17-11-1990 | Тирана    | Албанія        | 0 – 1     | Франція   | Відбір до ЧЄ 1992 | -    |          |
| 19-12-1990 | Севілья   | Іспанія        | 9 – 0     | Албанія   | Відбір до ЧЄ 1992 | -    | 55'      |
| 26-5-1991  | Тирана    | Албанія        | 1 – 0     | Ісландія  | Відбір до ЧЄ 1992 | -    | 17'      |
| 16-10-1991 | Оломоуць  | Чехословаччина | 2 – 1     | Албанія   | Відбір до ЧЄ 1992 | -    |          |
| 22-4-1992  | Севілья   | Іспанія        | 3 – 0     | Албанія   | Відбір до ЧС 1994 | -    | 55'      |
| Усього     |           | Матчів         | 27        |           | Голів             | 1    |          |

## Титули і досягнення

### Як гравця
- Чемпіон Албанії (4):

«17 Ненторі»: 1981-1982, 1984-1985, 1987-1988, 1988-1989
- Володар Кубка Албанії (3):

«17 Ненторі»: 1982-1983, 1983-1984, 1985-1986

### Як тренера
- Чемпіон Албанії (4):

«Скендербеу»: 2012-2013, 2013-2014, 2014-2015, 2015-2016
- Володар Кубка Албанії (2):

«Тирана»: 2016-2017
«Влазнія»: 2021-2022
- Володар Суперкубка Албанії (2):

«Скендербеу»: 2013, 2014